# (32488) 2000 TF64
2000 TF64 (asteroide 32488) é um asteroide da cintura principal. Possui uma excentricidade de 0.04277940 e uma inclinação de 11.75886º.
Este asteroide foi descoberto no dia 5 de outubro de 2000 por LINEAR em Socorro.